# پیش‌یافت
پیش‌یافت (انگلیسی: Precycling) عبارت است از کاهش زباله بواسطه اجتناب از خرید یا استفاده از چیزهایی که منجر به تولید زباله در خانه یا محل کار می‌شوند، یا حتی الامکان خرید چیزهایی که بتوان از آنها در جایی دیگر مجدداً بهره جست.
از انواع دیگر بازیافت می‌توان به به‌یافت و بدیافت اشاره کرد.